# Dromadaire australien

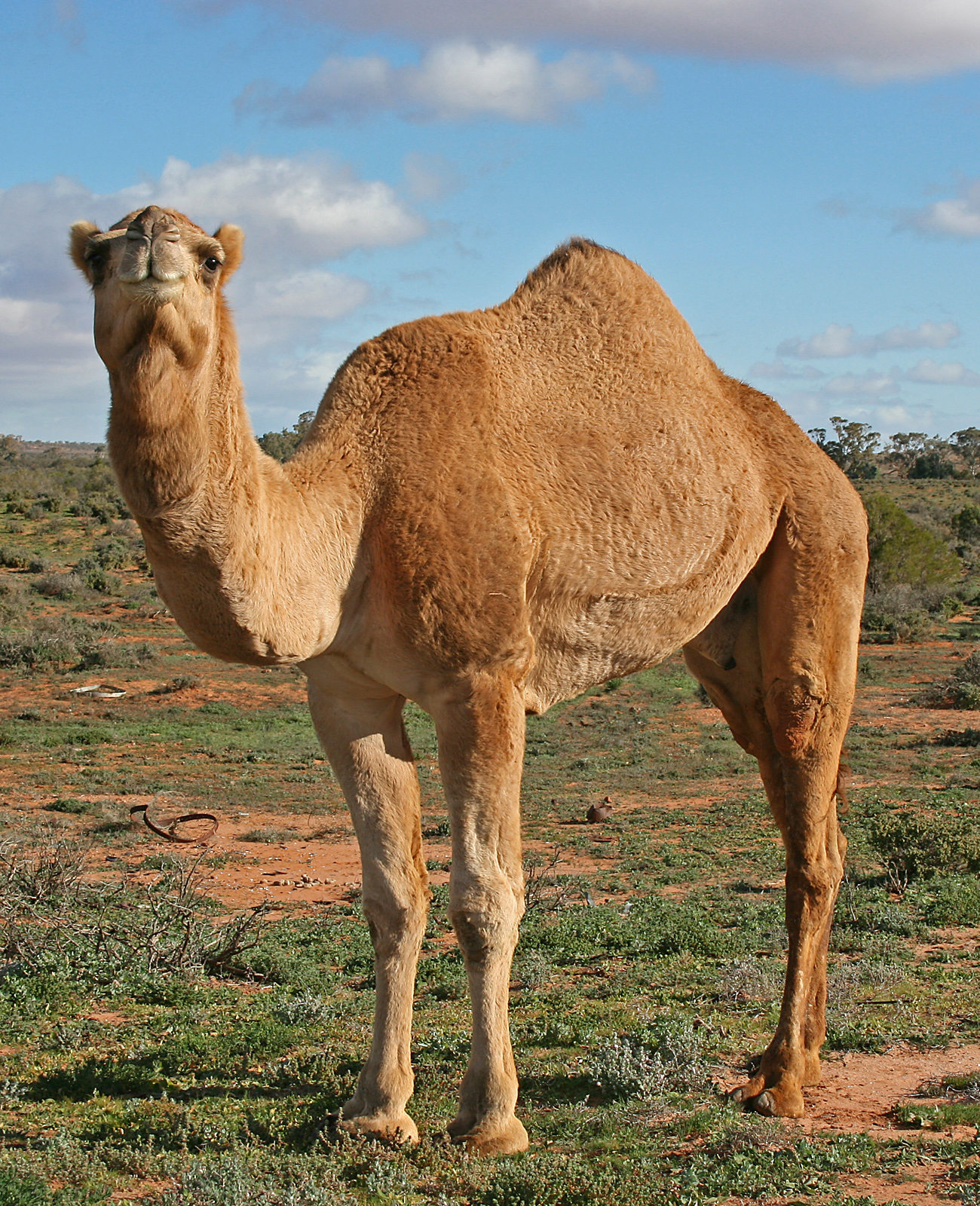
Un dromadaire sauvage dans l'Outback australien, près de Silverton, en Nouvelle-Galles du Sud.

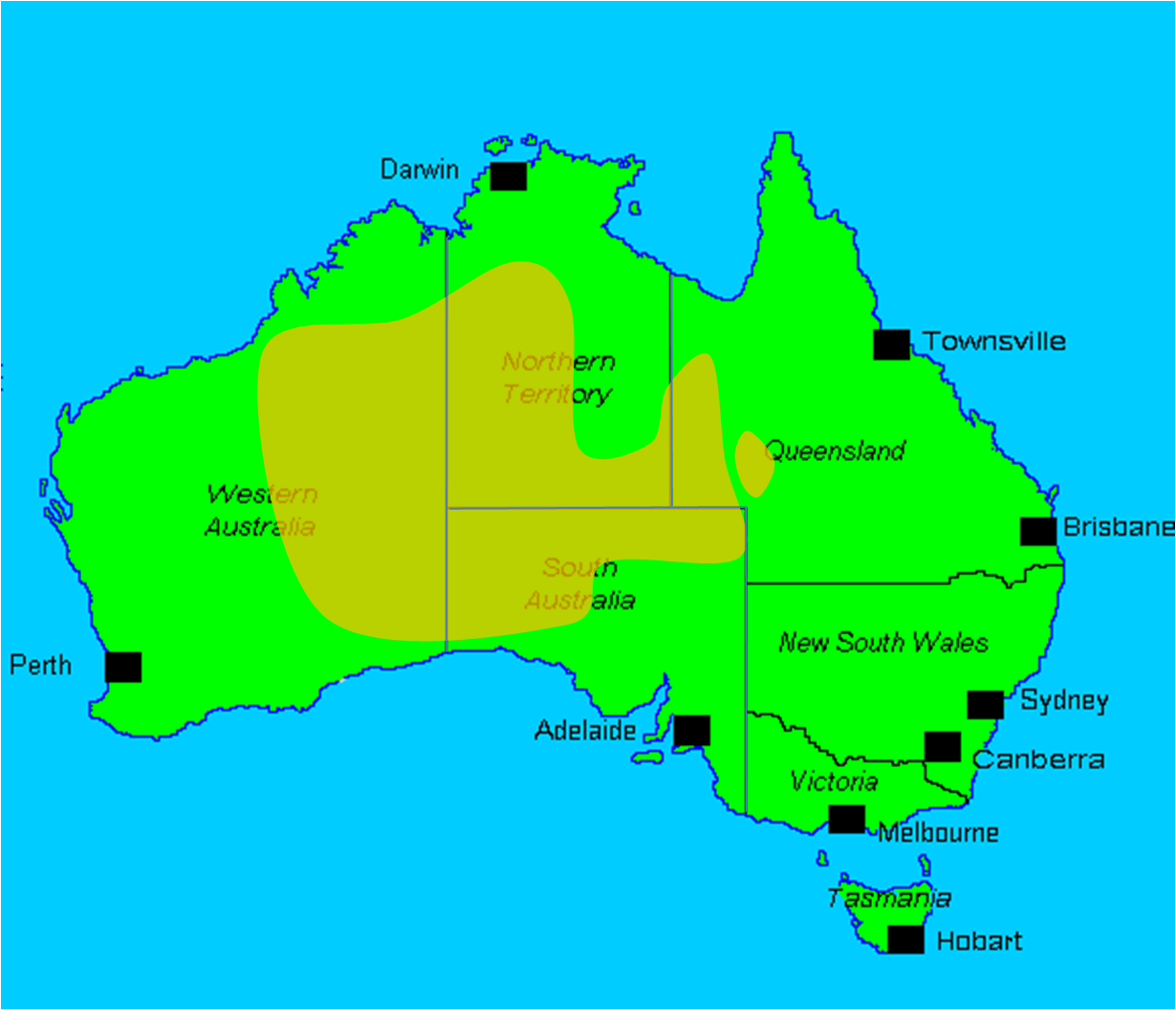
Territoire (en marron) des dromadaires en Australie.

Les dromadaires australiens proviennent de l'introduction de ces animaux par les Européens en Australie, au XIXe siècle. Leur population, selon des estimations officielles, s'élève à environ un million d'individus féraux en 2010, qui vivent surtout dans les zones à climat aride. La moitié d’entre eux vivent dans l'Australie-Occidentale, un quart dans le Territoire du Nord et le reste dans le Queensland et la partie nord de l'Australie-Méridionale ; ils occupent ainsi une aire de 3,33 millions de kilomètres carrés. Ils sont connus pour causer de graves dégradations dans les sites naturels et culturels, notamment en période de sécheresse. Un programme de gestion de 19 millions de dollars australiens est financé en 2009 et, à son achèvement en 2013, on estime que la population sauvage a été réduite à environ 300 000 individus.

## Histoire
Jusqu'aux années 1840, les dromadaires étaient inconnus en Australie. À cette époque, les premiers ont été importés par les Britanniques comme animaux de bât pour l'exploration de l’intérieur du pays, avec l'aide de chameliers venus surtout d'Inde et d'Afghanistan. Pour le développement de l'intérieur australien aride, les dromadaires étaient tout indiqués, grâce à leur capacité à s'adapter à des espaces aux conditions de vie extrêmes.
Après que, dans les années 1920, wagons et camions les eurent remplacés pour le transport, ces animaux furent relâchés dans la nature. Faute de prédateurs naturels, ils purent se reproduire en toute tranquillité. Cette population férale revint à l'état sauvage (phénomène de marronnage) et augmenta de façon exponentielle (doublement en 8 à 12 ans) pour finalement dépasser un million de têtes en 2010. Cette multiplication représente une menace pour la faune et les paysages d'Australie, et est considérée comme nuisible. C’est ainsi que pendant la saison sèche de 2009, environ 6 000 dromadaires à la recherche d'eau vinrent assiéger la petite localité de Kaltukatjara (appelée en anglais Docker River).

### Dromadaires et chocs culturels
Certains aborigènes se rappellent encore les premières fois où ils ont aperçu des dromadaires. Un homme de Pitjantjatjara, Andy Tjilari, raconte qu'enfant il était en train de camper avec sa famille lorsque est arrivé un homme qui voyageait avec des dromadaires et était à la recherche de scalps de dingo. Il a décrit comment, une fois dissipée la surprise initiale, il a suivi les dromadaires avec sa famille, en les imitant et en leur parlant. L'expérience l'a conduit à penser que « ce cheval ne sait rien ».
À mesure que les chameliers musulmans s’aventuraient davantage à l'intérieur du pays, ils rencontraient une grande diversité de groupes indigènes. Rapidement s’est développé un échange de compétences, de savoirs et de biens. Certains chameliers ont aidé les aborigènes en leur apportant des marchandises traditionnelles dont l'ocre rouge ou le pituri, une plante narcotique, le long des routes commerciales anciennes comme la piste de Birdsville. Les chameliers ont également apporté aux groupes aborigènes éloignés des marchandises nouvelles comme du sucre, du thé, du tabac, des vêtements et des outils en métal. Les autochtones ont incorporé le poil de dromadaire dans leurs fabrications traditionnelles et ont donné des informations sur les points d’eau dans le désert et les ressources végétales. Certains chameliers ont employé des hommes et des femmes autochtones pour les aider sur leurs longues randonnées dans le désert. Il s'est ensuivi des associations durables voire quelques mariages.
De 1928 à 1933, un missionnaire, Ernest Kramer, a entrepris en Australie centrale des expéditions à dos de dromadaire dans le but de propager l'Évangile. Pour la plupart de ses expéditions, il employait un homme d'Arrernte, Mickey Dow Dow, qui lui servait de chamelier, de guide et de traducteur, et parfois un nommé Barney. Le premier voyage de Kramer le conduisit à Musgrave Ranges et Mann Ranges, et il était financé par l'Aborigines Friends Association, qui souhaitait obtenir un rapport sur les conditions de vie des autochtones. D'après la biographie de Kramer, lorsqu'il rencontrait des populations locales, il leur offrait des boiled lollies, du thé et du sucre et jouait Jesus Loves Me sur son gramophone. La nuit, à l'aide d'une lanterne magique, Kramer montrait des diapositives sur Noël et la vie du Christ. Pour beaucoup de ces gens, c'était leur première rencontre avec Noël et cet événement  établissait de façon pittoresque « entre chameaux, cadeaux et christianisme une association qui n'était pas seulement symbolique mais possédait une réalité matérielle ».
Au cours des années 1930, alors que le transport motorisé évinçait peu à peu les chameliers, une occasion s'est présentée aux autochtones. Ils ont appris à utiliser les dromadaires et ont acquis leurs propres bêtes, ce qui a accru leur mobilité et leur indépendance dans une société aux frontières qui évoluaient rapidement.

## Limitation du cheptel
L'Australie possède la plus grande population de dromadaires sauvages au monde. En 2008, le nombre de dromadaires sauvages est estimé à plus d'un million, avec la capacité de doubler en nombre tous les huit à dix ans,. En 2013, cette estimation a été révisée à une population de 600 000 avant les opérations d'abattage, et d'environ 300 000 dromadaires après l'abattage, avec une croissance annuelle de 10 % par an.

### Impact des dromadaires sauvages

#### Impact sur l'environnement
Bien que leur impact sur l'environnement ne soit pas aussi grave que celui de certaines autres espèces introduites en Australie, les dromadaires ingèrent plus de 80 % des ressources végétales disponibles. La dégradation de l'environnement se produit lorsque les densités dépassent deux animaux par kilomètre carré, ce qui est actuellement[Quand ?] le cas dans une grande partie de leur aire de répartition dans le Territoire du Nord où ils sont confinés à deux régions principales : le désert de Simpson et la zone désertique occidentale des Central Ranges, le désert de Great Sandy et le désert de Tanami. Certaines plantes alimentaires traditionnelles récoltées par les Aborigènes dans ces régions sont sérieusement affectées par le broutement des dromadaires. Bien que le fait d'avoir des pattes à coussinets rende l'érosion du sol moins probable, ils déstabilisent les crêtes des dunes, ce qui peut contribuer à l'érosion. Les dromadaires sauvages ont un impact notable sur les écosystèmes des lacs salés, et il a été constaté qu'ils souillent les points d'eau.
Le plan d'action national pour les dromadaires sauvages a cité les impacts environnementaux suivants : « des dommages étendus au paysage, y compris les dommages causés à la végétation par le comportement de recherche de nourriture et le piétinement, la suppression du renouvellement de certaines espèces de plantes, le broutage sélectif de la flore rare et menacée, les dommages causés aux zones humides par la souillure, le piétinement et la sédimentation, la concurrence avec les animaux indigènes pour la nourriture et les abris et la perte de carbone séquestré dans la végétation ».
Certains chercheurs pensent que les dromadaires peuvent en fait être bénéfiques d'un point de vue écologique en remplissant les niches perdues de la mégafaune australienne disparue, comme les diprotodons et les palorchestidae, et qu'ils peuvent contribuer à la diminution des incendies de forêt ; une théorie similaire d'une certaine manière aux concepts de réensauvagement du Pléistocène,,,.
Les dromadaires peuvent être un moyen efficace de lutter contre les plantes indésirables introduites,,.

#### Impact sur les infrastructures
Les dromadaires peuvent causer des dommages importants aux infrastructures telles que les robinets, les pompes et les toilettes, pour se procurer de l'eau, en particulier en période de grande sécheresse. Ils peuvent sentir l'eau à une distance allant jusqu'à cinq kilomètres, et sont même attirés par l'humidité condensée par les climatiseurs. Ils endommagent également les clôtures d'élevage et les points d'eau pour le bétail. Ces effets sont particulièrement ressentis dans les communautés aborigènes et autres communautés éloignées où les coûts de réparation sont prohibitifs.
Les corps en décomposition des chameaux qui ont été piétinés par leur troupeau dans leur recherche d'eau près des établissements humains peuvent causer d'autres problèmes.

#### Impact économique
Le plan d'action national pour les dromadaires sauvages cite les impacts économiques suivants : « coûts directs de contrôle et de gestion, dommages aux infrastructures (clôtures, cours, pâturages, sources d'eau), concurrence avec le bétail pour la nourriture et l'eau, évasions de bétail dues aux dommages causés par les clôtures, destruction des ressources en bush tucker (nourriture de brousse) ».

#### Impact social
Le plan d'action national pour les dromadaires sauvages cite les impacts sociaux suivants : « les dommages causés aux sites culturellement significatifs, y compris les sites religieux, les sites funéraires, les lieux de cérémonie, les points d'eau (ex. les trous d'eau, les trous de roche, les sources), les lieux de naissance, les endroits (y compris les arbres) où les esprits des personnes décédées sont censés résider et les points de ressources (nourriture, ocre, silex), la destruction des ressources de la brousse, les changements dans les modes d'exploitation et l'utilisation coutumière du pays et la perte des occasions d'enseigner aux jeunes générations, réduction de la jouissance des zones naturelles par les gens, interférence avec les animaux indigènes ou la chasse aux animaux indigènes, création de conditions de conduite dangereuses, cause de nuisance générale dans les zones résidentielles, cause de problèmes de sécurité liés aux dromadaires sauvages sur les pistes d'atterrissage, dommages aux stations, dommages aux infrastructures communautaires, coûts communautaires associés aux accidents de la route ».

### Abattage dans le Territoire du Nord, 2009
Les conditions de sécheresse en Australie au cours de la première décennie du XXIe siècle (la « sécheresse du millénaire ») sont particulièrement dures, conduisant à la mort de soif de milliers de dromadaires dans l'outback. Le problème des dromadaires à la recherche d'eau devient suffisamment important pour que le gouvernement du Territoire du Nord envisage d'éradiquer jusqu'à 6 000 dromadaires qui sont devenus une nuisance dans la communauté de Docker River, à 500 km au sud-ouest d'Alice Springs dans le Territoire du Nord. Les dromadaires y causent de graves dommages lors leur recherche de nourriture et d'eau. Le projet d'abattage prend un aspect international et suscite de vives réactions.

### Abattage pour climat, 2011
En 2011, dans le but de réduire les émissions de CO2, l'État australien propose de lancer une campagne d’éradication des dromadaires. Un dromadaire émet 45 kg de méthane par an, soit une tonne de CO2 en termes d'impact sur le climat. À titre de comparaison, le million de dromadaires australiens émet autant de CO2 que 300 000 voitures. L'État australien propose donc 75 dollars (équivalent à 56 euros) pour un dromadaire abattu. Ce projet est finalement rejeté.

### Plan d'action national pour les dromadaires sauvages, 2009-2013
Le projet de gestion des dromadaires sauvages australiens (AFCMP) est établi en 2009 et dure jusqu'en 2013. Il est géré par Ninti One Limited à Alice Springs et financé par le gouvernement australien à hauteur de 19 millions de dollars. Il vise à travailler avec les propriétaires terriens pour renforcer leur capacité à gérer les dromadaires sauvages tout en réduisant les impacts sur les sites environnementaux et culturels clés. Le projet doit être achevé en juin 2013, mais il est prolongé de six mois. Il est complété avec quatre millions de dollars australiens de moins que prévu.
En novembre 2010, le ministère de l'Environnement du gouvernement australien publie le plan d'action national pour les dromadaires sauvages, un plan de gestion national pour ce qu'il a défini comme un « parasite établi d'importance nationale » conformément à sa stratégie australienne pour les animaux nuisibles.
Ninti One et ses partenaires obtiennent le consentement des propriétaires terriens pour le programme d'abattage sur plus de 1 300 000 kilomètres carrés de terres. Différentes techniques d'abattage sont utilisées dans différentes régions afin de tenir compte des préoccupations des propriétaires autochtones,.
À la fin du projet en 2013, l'Australian Feral Camel Management Project a réduit la population de dromadaires sauvages de 160 000 dromadaires, dont plus de 130 000 dromadaires par abattage aérien, 15 000 rassemblés et 12 000 abattus au sol (tirés depuis un véhicule) pour la viande pour animaux de compagnie. On estime qu'il reste environ 300 000 dromadaires, la population augmentant de 10 % par an. La plus grande opération individuelle d'abattage aérien est menée à la mi-2012 dans le sud-ouest du Territoire du Nord. Elle a fait appel à trois hélicoptères Robinson R44 pour l'abattage combinées à deux autres hélicoptères Robinson R22 pour le repérage. Elle élimine 11 560 dromadaires sauvages en 280 heures d'opération sur 12 jours, sur 45 000 kilomètres carrés, pour un coût d'environ 30 dollars par tête[réf. nécessaire].
Le projet fait l'objet de critiques de la part de certaines parties de l'industrie australienne du dromadaire, qui souhaitent voir la population sauvage abattue pour la transformation de la viande, le marché de la viande pour animaux de compagnie ou l'exportation d'animaux vivants, en faisant valoir que cela réduirait les déchets et créerait des emplois. Le mauvais état de santé des animaux, le coût élevé du fret, le manque d'infrastructures dans les régions éloignées et la difficulté d'obtenir les autorisations nécessaires sur les terres aborigènes sont quelques-uns des défis auxquels l'industrie du dromadaire est confrontée.
Aucun financement permanent n'est engagé dans le programme. Ninti One estime en 2013 que quatre millions de dollars australiens par an seraient nécessaires pour maintenir les niveaux de population de l'époque.

### Abattage sur les terres APY en 2020
En raison de la chaleur généralisée, de la sécheresse et de la saison 2019-20 des feux de brousse en Australie, les dromadaires sauvages empiètent davantage sur les établissements humains, en particulier les communautés aborigènes éloignées. Dans les terres de l'APY d'Australie-Méridionale, ils errent dans les rues, endommageant les bâtiments et les infrastructures dans leur recherche d'eau. Ils détruisent également la végétation indigène, contaminent les réserves d'eau et détruisent les sites culturels. Le 8 janvier 2020, le ministère de l'Environnement et de l'Eau d'Australie-Méridionale commence un abattage de cinq jours, le premier abattage massif de dromadaires dans la région. Des tireurs professionnels tuent entre 4 000 et 5 000 dromadaires depuis des hélicoptères, « ...conformément aux normes les plus élevées en matière de bien-être animal ».

## Viande de dromadaire
Des dizaines de milliers de dromadaires sont exportés chaque année pour la viande, au Moyen-Orient ; cela représente environ 1,52 million de dollars. Indemnes de maladie, leur viande jugée plus tendre et charnue, ils sont prisés comme un mets délicat ; ils sont également exportés pour les écuries de courses de dromadaires,,,.